# 9951 Tyrannosaurus
Tyrannosaurus (asteroide 9951) é um asteroide da cintura principal, a 2,1264345 UA. Possui uma excentricidade de 0,1234461 e um período orbital de 1 380,08 dias (3,78 anos).
Tyrannosaurus tem uma velocidade orbital média de 19,12300125 km/s e uma inclinação de 7,3911º.
Este asteroide foi descoberto em 15 de Novembro de 1990 por Eric Elst.